# Röhrsdorf (Oberwiera)
Röhrsdorf ist ein Ortsteil von Oberwiera im Landkreis Zwickau (Freistaat Sachsen) an der Grenze zu Thüringen. Röhrsdorf wurde am 1. Juli 1950 nach Niederwiera eingemeindet, welches wiederum am 1. März 1964 nach Oberwiera eingemeindet wurde. Der Ort gehörte ursprünglich zu Thüringen und kam erst durch politische Umgliederung in der Mitte des 20. Jahrhunderts zu Sachsen.

## Geografie

### Geografische Lage
Röhrsdorf liegt im nordöstlichen Gemeindegebiet von Oberwiera. Durch den Ort fließt die Wiera, ein Nebenfluss der Pleiße.
Im Norden grenzt Röhrsdorf an den Freistaat Thüringen (Altenburger Land). Vor 1950 war die Situation genau umgekehrt: das thüringische Röhrsdorf war damals im Norden, Westen und Süden von sächsischen Orten umgeben. Da die sächsischen Orte im Norden im Jahr 1952 zu Thüringen kamen und Röhrsdorf im Jahr 1957 zu Sachsen hat sich die heutige Landesgrenze in diesem Bereich stark verändert.

### Nachbarorte
| Gähsnitz    |                                             | Heiersdorf |
| Niederwiera | Kompassrose, die auf Nachbargemeinden zeigt |            |
|             | Wickersdorf                                 | Schwaben   |

## Geschichte

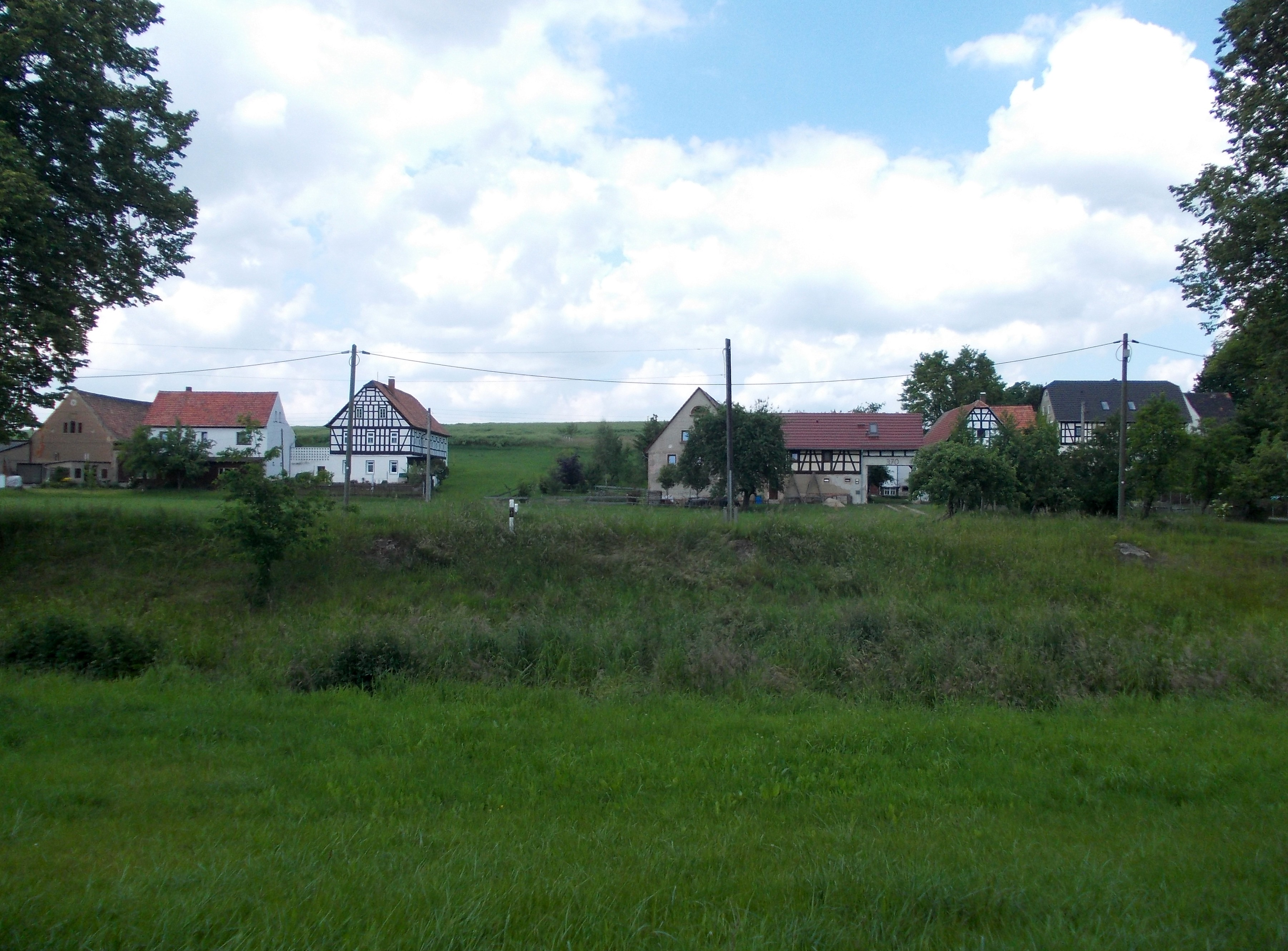
Fachwerkhäuser in Röhrsdorf

Das Waldhufendorf Röhrsdorf wurde im Jahr 1335 erstmals urkundlich als „Rudegersdorf“ erwähnt. Röhrsdorf gehörte wie sein Nachbarort Niederwiera ursprünglich zu dem im Altenburger Land liegenden Besitz des Klosters Grünhain im Westerzgebirge. Kirchlich war der Ort nach Niederwiera gepfarrt.
Röhrsdorf und der zu Röhrsdorf gehörige altenburgische Anteil von Gähsnitz, als Jesenitz bezeichnet,
gehörten zum wettinischen Amt Altenburg, welches ab dem 16. Jahrhundert aufgrund mehrerer Teilungen im Lauf seines Bestehens unter der Hoheit folgender Ernestinischer Herzogtümer stand: Herzogtum Sachsen (1554 bis 1572), Herzogtum Sachsen-Weimar (1572 bis 1603), Herzogtum Sachsen-Altenburg (1603 bis 1672), Herzogtum Sachsen-Gotha-Altenburg (1672 bis 1826). Bei der Neuordnung der Ernestinischen Herzogtümer im Jahr 1826 kam Röhrsdorf wiederum zum Herzogtum Sachsen-Altenburg. Nach der Verwaltungsreform im Herzogtum gehörte der um 1880 145 Einwohner zählende Ort bezüglich der Verwaltung zum Ostkreis (bis 1900) bzw. zum Landratsamt Altenburg (ab 1900). Röhrsdorf gehörte ab 1918 zum Freistaat Sachsen-Altenburg, der 1920 im Land Thüringen aufging. 1922 kam der Ort zum Landkreis Altenburg.
Im Gegensatz zu den drei heutigen Oberwieraer Ortsteilen, die bis 1928 zwischen Sachsen und Thüringen geteilt waren, verblieb das komplett thüringische Röhrsdorf wie auch sein Nachbarort Niederwiera von dem im Jahr 1928 erfolgten Gebietsaustausch und der Grenzbereinigung zwischen dem Freistaat Sachsen und dem Land Thüringen unberührt. Der bisher zu Röhrsdorf gehörige, als Jesenitz bezeichnete, thürinigsche Anteil von Gähsnitz wurde allerdings an Sachsen abgetreten und mit dem sächsischen Anteil von Gähsnitz vereinigt. 
Am 1. Juli 1950 wurde Röhrsdorf nach Niederwiera eingemeindet. Auch nach der zweiten Kreisreform in der DDR im Jahr 1952 verblieb die Gemeinde Niederwiera mit ihrem Ortsteil Röhrsdorf beim Kreis Altenburg im Bezirk Leipzig. Erst am 1. Januar 1957 erfolgte die Umgliederung der Gemeinde in den Kreis Glauchau im Bezirk Karl-Marx-Stadt, wodurch die historische Zugehörigkeit zum thüringischen Altenburger Land endete. Auch kirchlich gehört die einst altenburgische Kirchgemeinde von Niederwiera heute zur Evangelisch-Lutherischen Landeskirche Sachsens.
Am 1. März 1964 wurde die Gemeinde Niederwiera mit ihrem Ortsteil Röhrsdorf gemeinsam mit Wickersdorf in die Gemeinde Oberwiera eingegliedert. Daher stellt Röhrsdorf im Wappen der Gemeinde nun eine der sechs Ähren dar. Als Ortsteil der Gemeinde Oberwiera kam Röhrsdorf im Jahr 1990 zum sächsischen Landkreis Glauchau, der 1994 im Landkreis Chemnitzer Land bzw. 2008 im Landkreis Zwickau aufging.